# Le Phare de Ré
 (février 2021).
Si vous disposez d'ouvrages ou d'articles de référence ou si vous connaissez des sites web de qualité traitant du thème abordé ici, merci de compléter l'article en donnant les références utiles à sa vérifiabilité et en les liant à la section « Notes et références ».

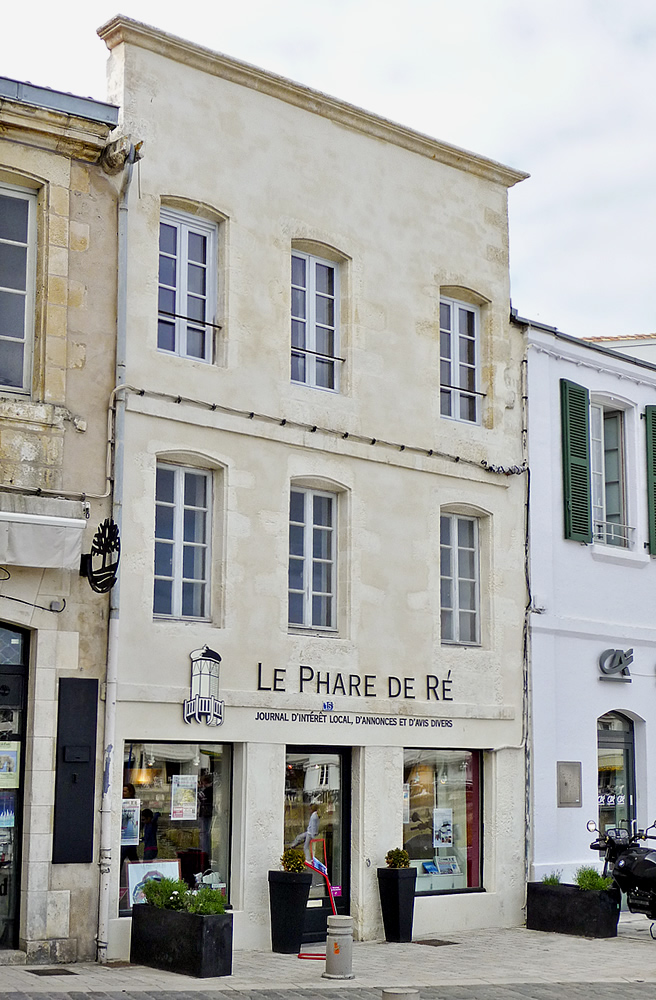
Le siège de la rédaction à Saint-Martin-de-Ré

Le Phare de Ré est un journal hebdomadaire d'informations locales de l'île de Ré (Charente-Maritime), créé par René Rayneau. Le siège de sa rédaction se trouve sur le port de Saint-Martin-de-Ré. Le directeur de publication est Thierry Verret. On retrouve également les informations culturelles et sportives, les informations pratiques, les petites annonces. Le journal est habilité à publier les annonces légales en Charente-Maritime. 
- Publication du numéro 3000 le 14 février 2007.
- Parution le 1er juillet 2009 du numéro 3124 de 60 pages, tiré à 25 000 exemplaires, pour fêter les soixante années du journal ; édition également d'un hors série collector de 60 ans d'archives rétaises.
- En 2019, le journal fête ses 70 ans en offrant à ses fidèles lecteurs et abonnés un concert exceptionnel Musique en Ré dans la salle polyvalente du Bois-Plage-en-Ré.

## Historique d'impression[1]
- 2 juillet 1949, premier numéro, 6 francs, parution le samedi, impression en noir et blanc (encre noire) à l'imprimerie « À Jeanne d'Arc » à Saint-Martin-de-Ré, sise dans l'actuelle rédaction.
- 1953, le prix passe de 7 à 12 francs.
- 1969, changement du jour de parution, le mercredi au lieu du samedi.
- 1972, le journal qui était imprimé depuis quelques années à La Rochelle revient à Saint-Martin-de-Ré.
- 1976, impression en vert et blanc (encre verte), cette couleur restera jusqu'en 1984.
- 1991, première "Une" en couleur.
- 2000, changement de propriétaire.
- 2001, l'impression est réalisée par le journal dans de nouveaux locaux à La Noue/Sainte-Marie-de-Ré, la rédaction restant à Saint-Martin-de-Ré.
- Avril 2005, le journal passe intégralement à la quadrichromie, l'impression n'est plus réalisée par le journal, il est actuellement imprimé par Rotogaronne à côté d'Agen.
- En avril 2006, le journal prend sa configuration actuelle avec une nouvelle maquette de "Une".
- Depuis 2018, le journal est également disponible en version numérique.

## Historique des rédacteurs en chef
- 1949 à 1961 : René Rayneau (créateur)
- 1961 à 1971 : Claude Foucher
- 1971 à 2000 : Marcel Gaillard
- 2000 à 2007 : Thierry Verret (actuel directeur de la publication)
- 2008 à avril 2010 : Yann Werdefroy
- Décembre 2010 à février 2014 : Florence Guilhem
- Depuis 2014 : Damien Lê Thanh